# Human Zoo
Das Drama Human Zoo ist das bisher einzige abendfüllende Regiewerk der dänischen Schauspielerin Rie Rasmussen. Es wurde am 5. Februar 2009 auf der Berlinale 2009 als Eröffnungsfilm der Sektion „Panorama“ uraufgeführt.
Der Film erzählt die Geschichte von Adria, einer jungen Frau, zur Hälfte Serbin, zur Hälfte Albanerin. Während der Balkankrise schafft sie es, mit Hilfe eines serbischen Deserteurs dem Krieg im Kosovo zu entkommen und nach Frankreich zu fliehen. In Marseille versucht sie, ein neues Leben zu beginnen. Die beiden Zeitebenen – die Vergangenheit im Kosovo und die Gegenwart in Marseille – werden durch eine komplexe Aneinanderreihung von Rückblenden miteinander verflochten.

## Kritik
„Human Zoo ist ein anarchisches Kleinod, im ständigen Wechselbad der Gefühle, niemals kitschig, niemals weinerlich, sondern gefüllt mit Liebe, Charme und einem ganz neuen Blick auf das zusammenwachsende Europa.“